# Nya Zeelands kristna arv
Nya Zeelands kristna arv var ett värdekonservativt parti i Nya Zeeland, som grundades 1989 av Bill van Rij. Denne hade, i likhet med många andra av medlemmarna i det nya partiet, nederländsk reformert bakgrund. 
I valet 1996 deltog man i valalliansen Kristna koalitionen tillsammans med Kristdemokratiska partiet. Denna koalition misslyckades dock med att uppnå parlamentarisk representation och upplöstes snart.
2005 dömdes den tidigare partiledaren Graham Capill till nio års fängelse, för sexuella övergrepp på unga flickor.
Den 3 oktober 2006 meddelade Ewen McQueen att partiet skulle upplösas för att "möjliggöra nya saker i kristen politik i Nya Zeeland". 